# Simca 1300/1500
De Simca 1300 en Simca 1500 zijn middenklasse personenwagens die Simca van 1963 tot 1966 in het Franse Poissy produceerde. Tussen 1966 en 1975 werden de auto's in een verbeterde versie geproduceerd als de Simca 1301 en Simca 1501.

## Geschiedenis
In maart 1963 werden de 1300 en 1500 gepresenteerd als opvolgers van de succesvolle Simca Aronde. De 1300 en 1500 zijn in wezen dezelfde auto's, uitgerust met respectievelijk een 1.3-liter of een 1.5-liter motor. Naast het verschil in motorinhoud en -vermogen waren er ook verschillen in styling en standaarduitrusting. Vanaf 1964 verschenen er stationwagenversies, eerst van de 1500 en een jaar later ook van de 1300.
In september 1966 werden de 1301 en de 1501 gepresenteerd. De auto's kregen een langere neus en achterkant, waardoor er meer kofferruimte werd verkregen. De stationwagenversies kregen alleen een nieuwe neus, de achterkant hiervan veranderde niet. Beide versies kregen een herzien interieur. De 1301 en 1501 werden nog geproduceerd tot 1975 waarna ze vervangen werden door de Simca 1307, ontwikkeld onder de vlag van Chrysler Europe, en die het jaar erop Auto van het Jaar zou worden.

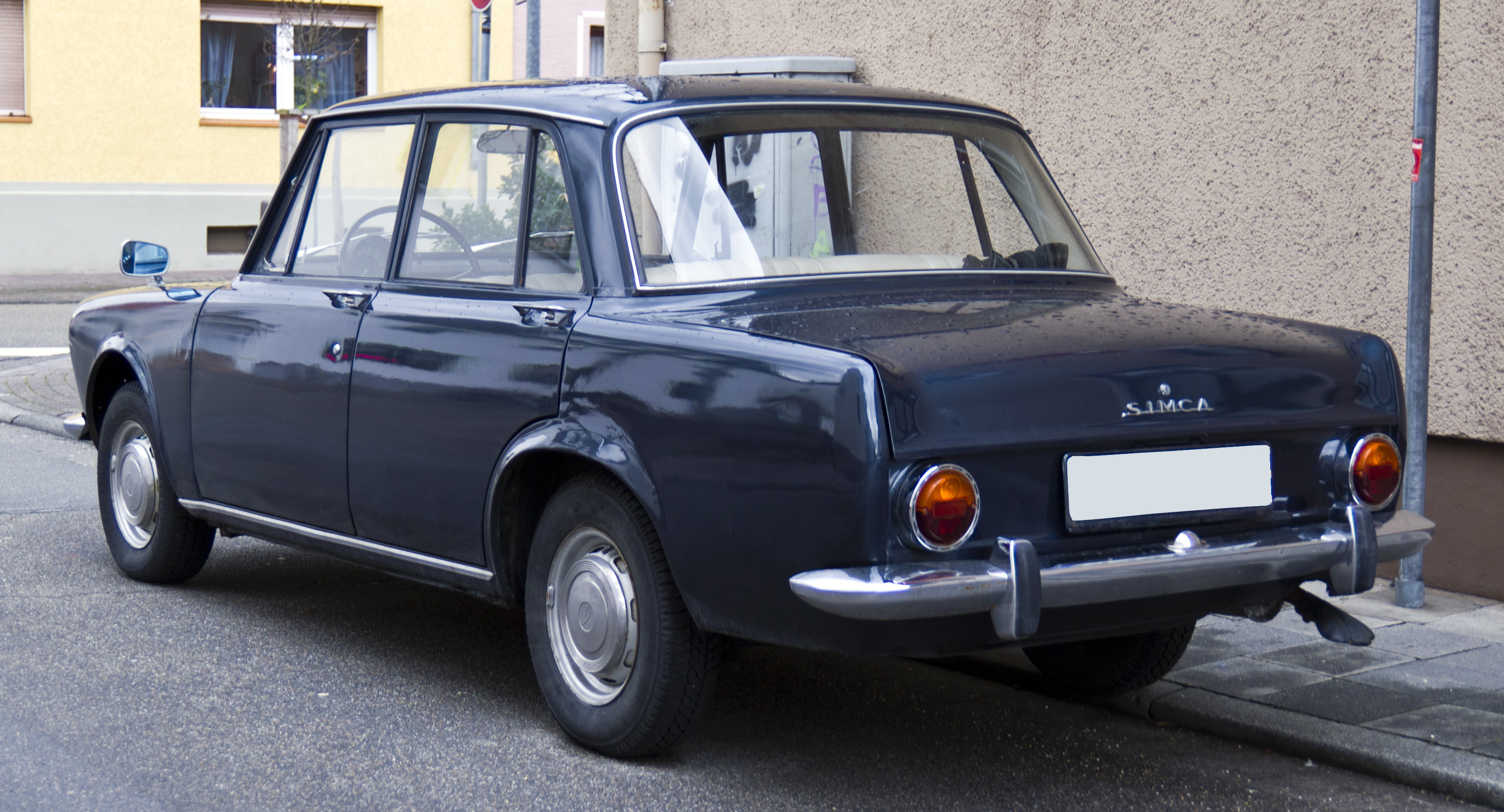
Simca 1300, achteraanzicht
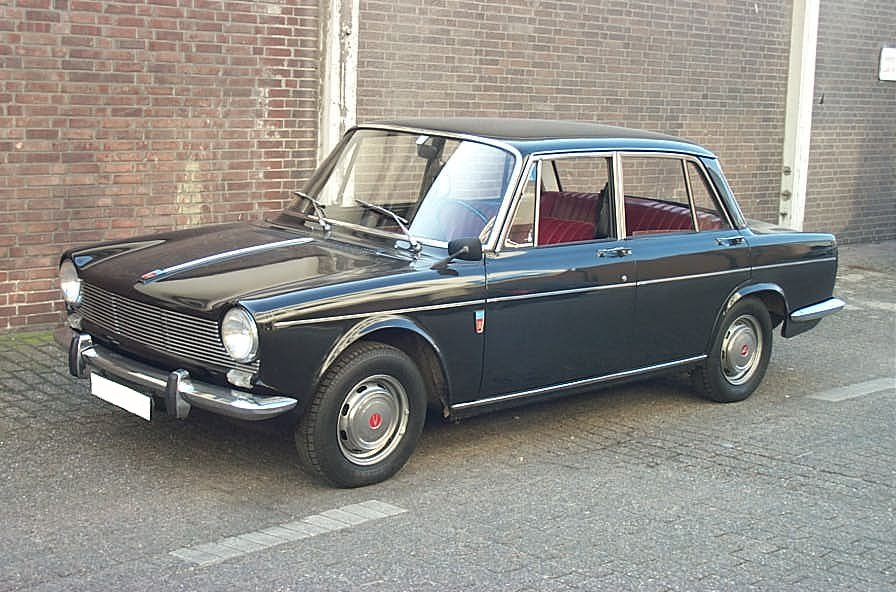
Simca 1500
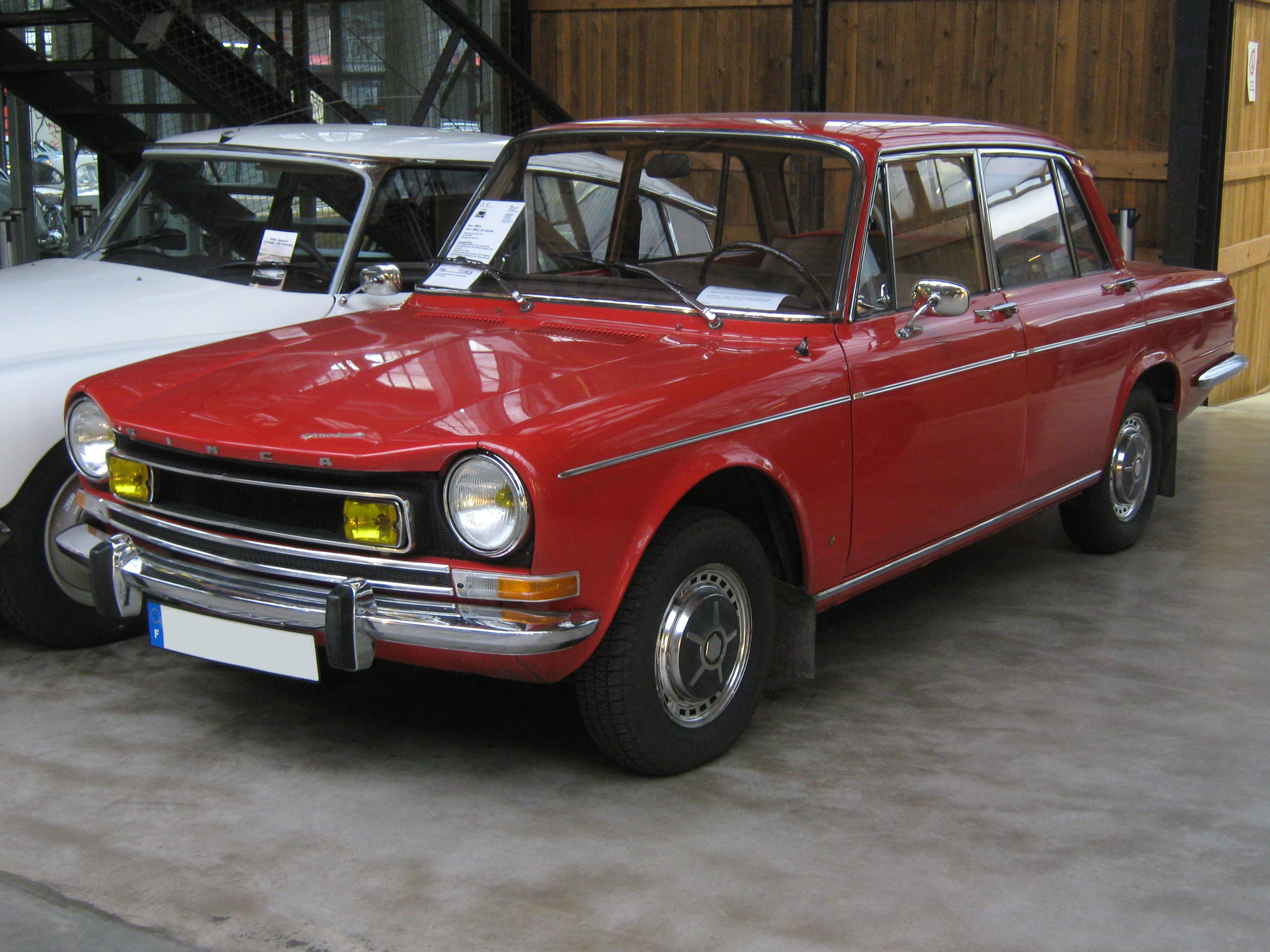
Simca 1301 Special
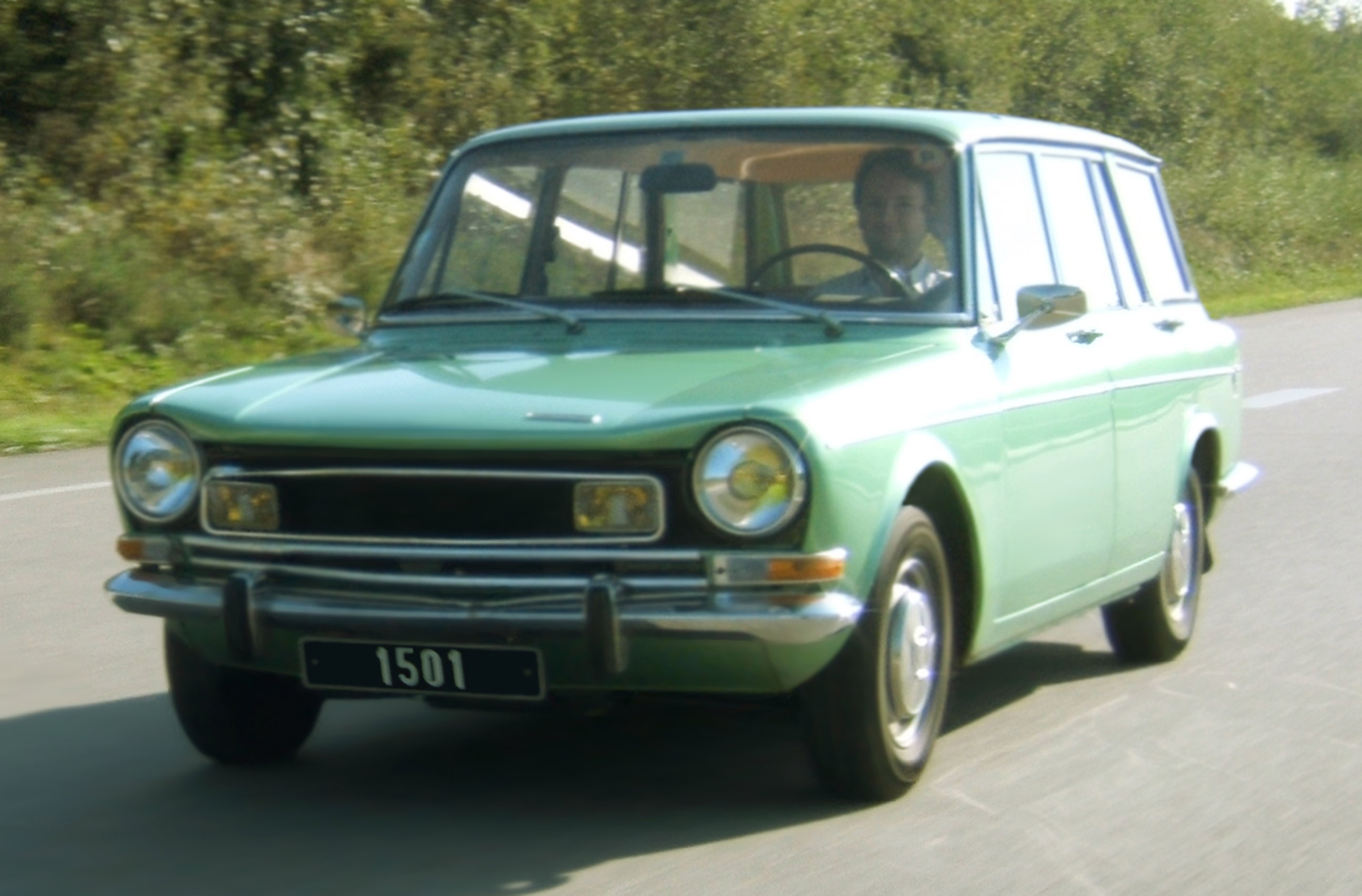
Simca 1501 Special Break
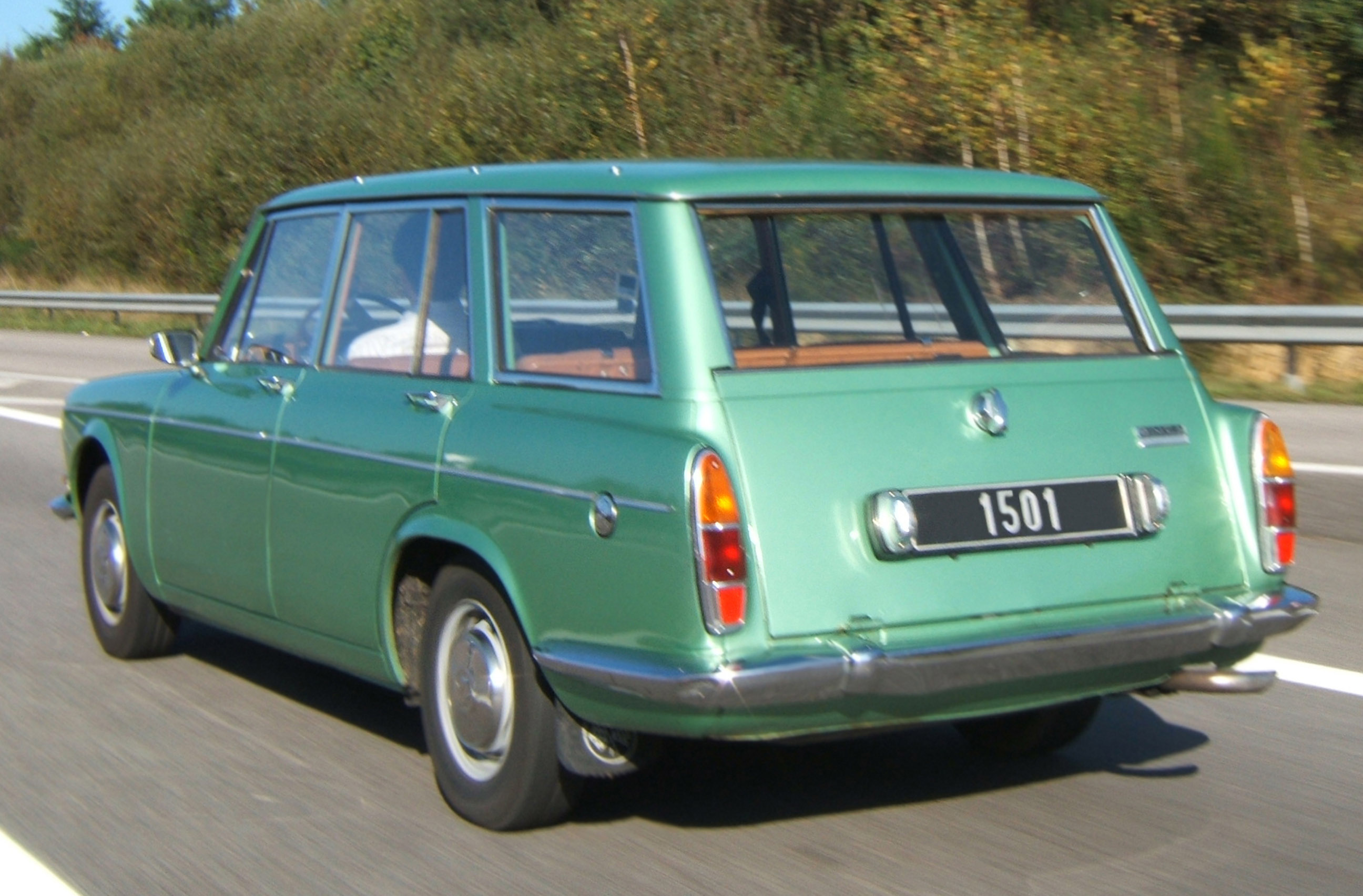
Simca 1501 Special Break, achteraanzicht